# Wilhelm Meisters Lehrjahre

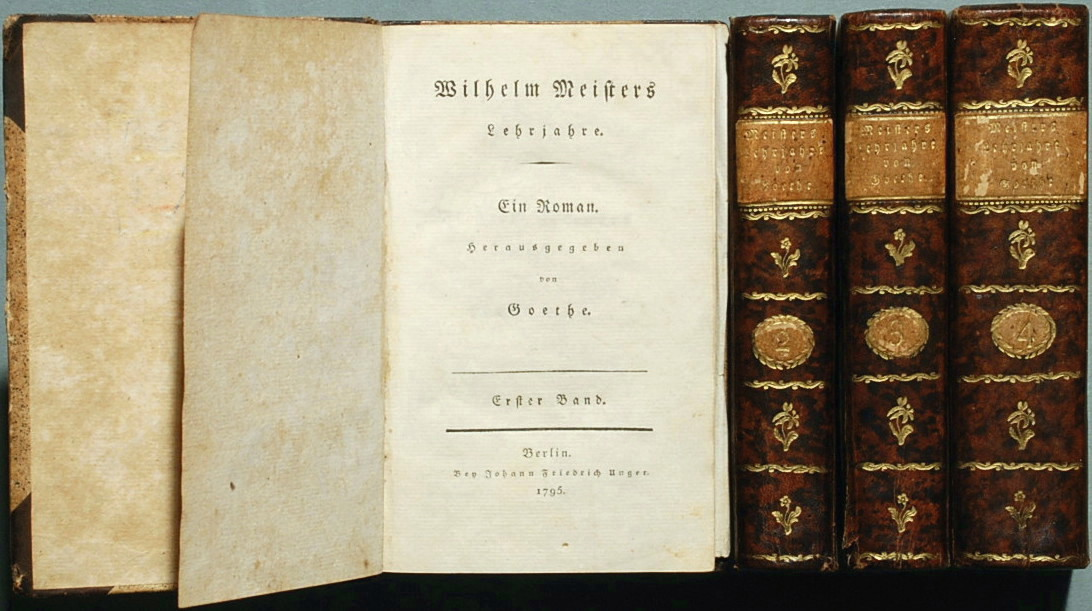
Titelblatt des Erstdruckes und Buchrücken zeitgenössischer Einbände

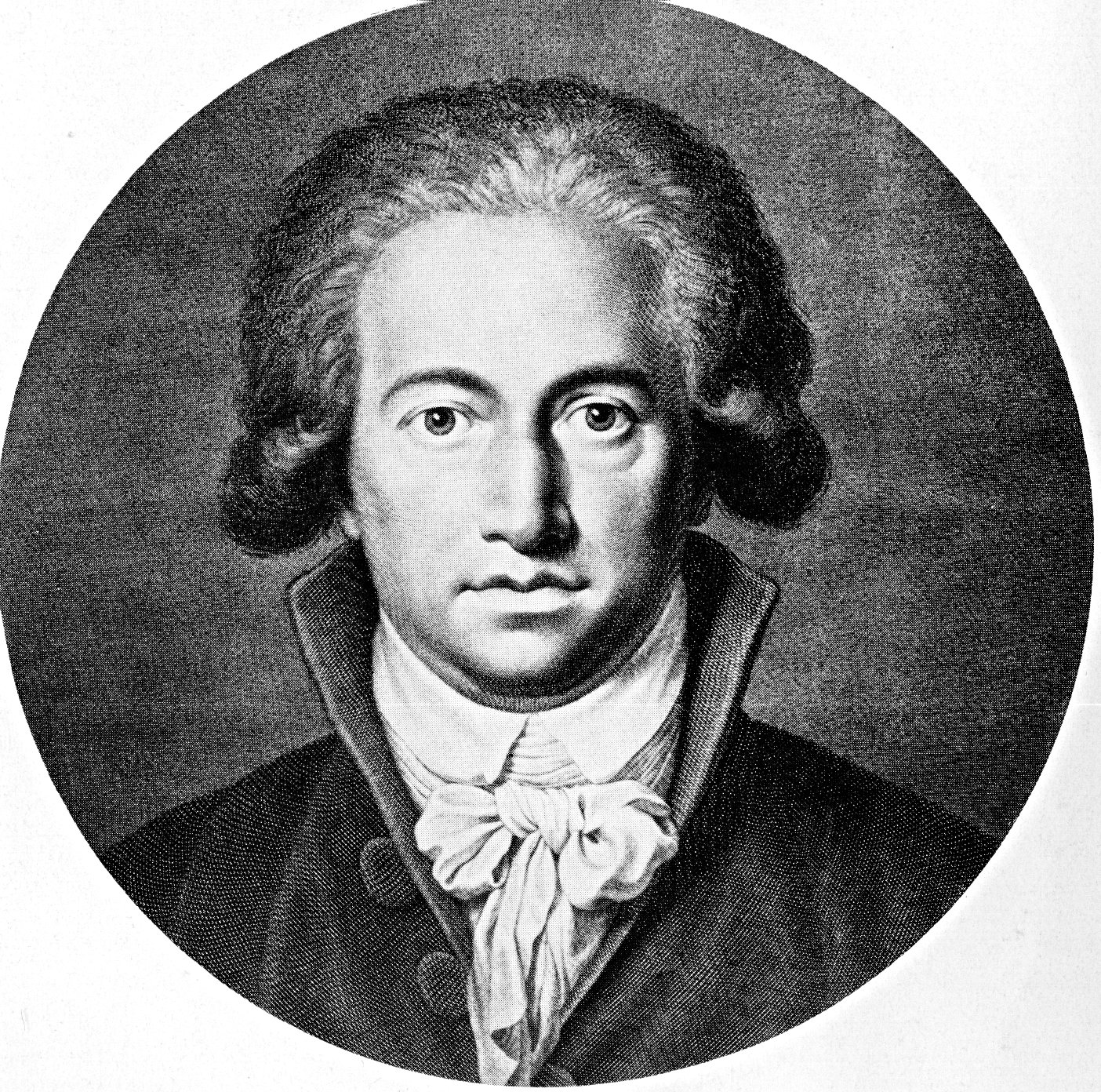
J. H. Lips (1791): Goethe

Wilhelm Meisters Lehrjahre ist ein klassischer Bildungsroman von Johann Wolfgang von Goethe. Der wegweisende Entwicklungsroman erschien 1795/96. Er besteht aus acht Büchern, von denen sich die ersten fünf inhaltlich an das zu Goethes Lebzeiten unveröffentlichte Fragment Wilhelm Meisters theatralische Sendung anlehnen. Ein Vergleich beider Texte zeigt etliche wörtliche Übereinstimmungen. Die Fortsetzung Wilhelm Meisters Wanderjahre wurde 1821 bzw. 1829 veröffentlicht.

## Bildungsroman
„… mich selbst, ganz wie ich da bin, auszubilden, das war dunkel von Jugend auf mein Wunsch und meine Absicht“, gesteht Wilhelm in einem Brief seinem Schwager Werner. Ziel Wilhelms ist es, durch mannigfaltige Bemühungen und „schöpferische Kraft“ – auf dem geistigen und auch auf dem sozialen Sektor – Ordnung aus Unordnung zu erreichen.
In die Fußstapfen der Aufklärer Diderot und Voltaire tretend, verkündet Goethe das Recht des freien Bürgers auf allseitige Bildung. Mit der Ironie des auktorialen Erzählers fügt er ein buntes Lebensmosaik zusammen, dessen literarische Steinchen unter anderem auch aus lyrischen Einsprengseln und einer umfassenden Lebensbeichte (Bekenntnisse einer schönen Seele, 6. Buch) bestehen.

## Figuren

### Hauptfiguren
- Felix ist der Sohn Marianes und Wilhelms. Nach dem zeitigen Tod der Mutter bringt die listige alte Barbara Felix bei Aurelie unter. Der Harfner glaubt im Wahn, Felix sei sein künftiger Mörder. Eine „schlechte Tischsitte“ rettet Felix das Leben.

- Der Harfner (Harfenspieler, Augustin) ist der Vater Mignons und der Bruder des Marchese Cipriani sowie der heiligen Sperata.

- Baron Lothario (Lothar) ist Mitglied der Turmgesellschaft. Seine Geschwister sind Natalie, die Gräfin und Friedrich. Er heiratet Therese.

- Die junge Schauspielerin Mariane ist die Mutter von Felix. Wilhelm verlässt die schwangere Mariane, weil er nicht weiß, dass sie dem Nebenbuhler Norberg den Laufpass gegeben hat.

- Mignon ist die Tochter der heiligen Sperata und des Harfners Augustin. Wilhelm kauft Mignon von rohen Gauklern los und nimmt sie wie eine Tochter auf. Mignon bedankt sich durch ihre Anhänglichkeit. Das herzkranke Mädchen stirbt vor Herzeleid, als sich Therese und Wilhelm in Liebe küssen.

- Baronesse Natalie, Wilhelms schöne Amazone, ist die Schwester Lotharios, der Gräfin und Friedrichs. Natalie pflegt Mignon und wird schließlich Wilhelms Braut.

- Wilhelm, siehe Handlung

(8,4) Therese vergleicht Wilhelm mit Natalie und schreibt an sie über ihn: „… er hat von dir das edle Suchen und Streben nach dem Bessern, wodurch wir das Gute, das wir zu finden glauben, selbst hervorbringen.“ Therese setzt hinzu: „… seine Lebensbeschreibung ist ein ewiges Suchen und Nicht finden.“

### Nebenfiguren
- Der Abbé lenkt im Hintergrund die Geschicke Wilhelms.
- Der Arzt steht in Diensten der Familie Lotharios.
- Die Schauspielerin Aurelie (Aurelia) ist die Schwester Serlos.
- Die alte Barbara ist die Haushälterin Marianes.
- Der Baron befasst sich im Auftrag des Grafen mit der Theatertruppe Melina.
- Der Marchese (ital. Markgraf) Cipriani aus Italien ist der Bruder des Harfners und der Onkel Mignons.
- Friedrich ist Mitglied der Turmgesellschaft sowie der Bruder Nataliens, Lotharios und der Gräfin.
- Der Graf nimmt die Schauspielertruppe Melina in seinem Schloss auf.
- Die Gräfin ist die Schwester Nataliens, Lotharios und Friedrichs.
- Jarno ist Mitglied der Turmgesellschaft und Bräutigam Lydies.
- Laertes ist ein Mitglied der Theatertruppe und ein Freund Wilhelms. Er hilft diesem seinem Vater zu Hause eine fiktive Reisebeschreibung seiner Fahrt zu schicken, die den zeitgenössischen Ansprüchen einer Bildungsreise genügen soll. (4,17)
- Lydia (Lydie) – als Lothario sie nicht mehr als Geliebte will, nimmt Jarno sie zur Frau.
- Der Schauspieler Melina leitet die Theatertruppe. Wilhelm unterstützt ihn.
- Madame Melina ist die Frau des Herrn Melina.
- Der begüterte Kaufmann Norberg ist ein Liebhaber Marianes.
- Die verführerische Schauspielerin Philine schmeichelt sich gern bei den Herrschaften ein, möchte Wilhelms Geliebte sein und wird schließlich von Friedrich schwanger.
- Eine schöne Seele ist die Tante Nataliens, Lotharios, Friedrichs und der Gräfin. (8,3) Natalie erzählt Wilhelm von ihrer Tante, der schönen Seele: „Ich bin ihr so viel schuldig. Eine sehr schwache Gesundheit, vielleicht zu viel Beschäftigung mit sich selbst, und dabei eine sittliche und religiöse Ängstlichkeit ließen sie das der Welt nicht sein, was sie unter andern Umständen hätte werden können.“ Wilhelm, der die Bekenntnisse der Tante Nataliens (6. Buch) las, bringt zum Ausdruck, dass diese Lektüre sein weiteres Leben beeinflusst hat und fügt bei: „Was mir am meisten aus dieser Schrift entgegenleuchtete, war, ich möchte so sagen, die Reinlichkeit des Daseins, nicht allein ihrer selbst, sondern auch alles dessen, was sie umgab, diese Selbständigkeit ihrer Natur und die Unmöglichkeit, etwas in sich aufzunehmen, was mit der edlen, liebevollen Stimmung nicht harmonisch war.“
- Der Theaterdirektor Serlo ist Wilhelms Freund und Förderer. Schließlich will er Wilhelm nicht mehr an der Bühne.
- Die heilige Sperata ist die Schwester des Harfners und Mignons Mutter.
- Fräulein Therese wird schließlich die Braut Lotharios.
- Der Kaufmann Werner ist Wilhelms Schwager.

## Handlung
Übersicht
1.–5. Buch: Der junge Wilhelm Meister will Theatermann werden, scheitert aber nach beachtlichen Erfolgen schließlich doch.
6. Buch: Bekenntnisse einer schönen Seele: Ein junges Mädchen entdeckt die Liebe, emanzipiert sich, macht sich sowohl mit naturwissenschaftlichem als auch mit musischem und spirituellem Wissen vertraut, wendet sich ganz Gott zu und wird zu einer schönen Seele, indem es eine ganz persönliche, natürliche Religiosität entwickelt und schließlich zur wohltätigen und gläubigen Frau reift, die unter dem Namen „schöne Seele“ auch als handelnde Person auftritt.
7.–8. Buch: Wilhelm verlässt die Bretter, die die Welt bedeuten, und findet Anschluss an eine Loge, die soziale Veränderungen anstrebt und der die Vereinigten Staaten von Amerika zum Vorbild dienen: „Hier oder nirgend ist Amerika!“

### Bühne
Hinweis: Nachfolgend steht jeweils die Nummer des Kapitels vor dem Text. Es werden nicht alle Kapitel aufgeführt.
Erstes Buch
1 Als die junge Schauspielerin Mariane nach der Vorstellung nach Hause kommt, findet sie ein weißes Negligé, das Geschenk ihres abwesenden Geliebten, des begüterten Kaufmanns Norberg. Von Herzen liebt Mariane allerdings Wilhelm. Der tritt ein und begrüßt die Geliebte stürmisch. Der alten Barbara ist das nicht recht. Barbara wünscht, ihre schöne Gebieterin solle sich an den reichen Norberg halten.
2 Für Wilhelms Vater sind die häufigen Theaterbesuche des Sohnes Zeitverschwendung.
3 Wilhelm genießt seine erste Liebe mit Wonne. Mariane ist „das lieblichste Geschöpf in seinen Armen“.
4 Wilhelm erzählt, dass er als Kind ein Puppenspiel gesehen hatte. Als das Spiel zu Ende kam, erblickte er die Puppen beim Packen. Der junge Wilhelm wurde immer neugieriger, die Puppen ohne Stimme und Leben zu betrachten.
5 Wilhelm entdeckt die gesteckten Puppen und entwickelt mit ihnen seine Fähigkeit im Theater.
6 Wilhelm plaudert Mariane und Barbara seine Kindheit aus, über die Puppen und das Theater.
9 Wilhelm, die „reine Seele“, von Kindesbeinen an mit dem Theater vertraut, hält sich für einen „trefflichen Schauspieler“, will das Vaterhaus verlassen.
10 Freund Werner, ganz Geschäftsmann, meint, Wilhelm werde als zukünftiger Kaufmann auf vernünftige Gedanken kommen, wenn er auf einer Geschäftsreise die Welt kennenlerne.
11 Auch der Vater möchte Wilhelm „in Handelsangelegenheiten“ auf Reisen schicken. Wilhelm nutzt die günstige Gelegenheit, „sich dem Drucke seines bisherigen Lebens zu entziehen und einer neuen, edlern Bahn zu folgen“. Wilhelm will an einer Bühne Fuß fassen und Mariane „alsdann abholen“. Er fragt die Geliebte, ob er Vater werde. Mariane trägt das verräterische neue Negligé und antwortet „nur mit einem Seufzer, einem Kusse“.
12 Norberg hat seinen Besuch angekündigt. Barbara bedeutet Mariane, Norberg sei es doch, der sie beide, die schwachen Frauen, aushalte.
13 Wilhelm lernt auf seiner Geschäftsreise den Schauspieler Melina und dessen Madame kennen. Er hilft beiden aus einer Verlegenheit, indem er zwischen dem Paar und den Angehörigen der Madame vermittelt.
15 Werner, kalt und berechnend, zieht Erkundigungen über Wilhelms Liebschaft ein und stellt den Freund zur Rede.
16 Wilhelm hält zu Mariane, plant aber weiter, seine Schauspielambitionen zu realisieren. Auf der nächsten Geschäftsreise beabsichtigt er, sich deswegen an den ihm bekannten Theaterdirektor Serlo zu wenden.
17 Noch bevor sich Wilhelm von Mariane verabschieden kann, wird er eines Nachts mit Entsetzen Zeuge, dass seine Geliebte noch einen anderen Verehrer hat, und verlässt Mariane.
Zweites Buch

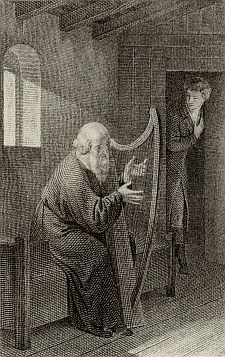
Der Harfner, Kupferstich von Gustav Heinrich Naeke (1786–1835) zu Wilhelm Meisters Lehrjahre

1 „In einem Augenblicke“ ist Wilhelms „ganzes Wesen zerrüttet“.
2 Wilhelm „resigniert“ und widmet sich „mit großem Eifer den Handelsgeschäften“.
3 Nach Jahren, auf seiner nächsten Geschäftsreise, begegnet Wilhelm Leuten, die „Komödie spielen“.
4 Wenig später lernt Wilhelm Mademoiselle Philine und ein paar andere „Trümmer einer Schauspielergesellschaft“ kennen. In Philines Gesellschaft befindet sich auch Mignon, „das wunderbare Kind“, Mitglied einer Truppe von Zirkusleuten. Wilhelm schätzt sie auf „zwölf bis dreizehn Jahre“ und kauft sie dem brutalen Leiter der Zirkustruppe „für dreißig Taler“ ab.
5 Herr und Frau Melina stoßen auf die Schauspieler. Philine möchte die Ankömmlinge loswerden, denn Madame Melina ist eine bloße Möchtegern-Schauspielerin.
6 Mignons Gestalt und Wesen erscheinen Wilhelm „immer reizender“. Sie spricht „ein gebrochnes, mit Französisch und Italienisch durchflochtenes Deutsch“.
7 Ein heruntergekommener Alter, den Philine kennt, taucht wieder auf. Wilhelm fragt ihn unter vier Augen vorsichtig nach Mariane aus. Der Alte nennt Mariane leichtfertig und liederlich. „Frechheit und Undank“ seien „die Hauptzüge ihres Charakters“. Dann schwenkt der Alte um. Er wollte Mariane einst vor Barbara retten und sie als Tochter annehmen, doch „das Projekt zerschlug sich“. Wilhelm erfährt außerdem, dass Mariane vor knapp drei Jahren wegen ihrer Schwangerschaft vom „Direktor verstoßen“ worden sei.
8 Wilhelm wünscht, Mignon „an Kindesstatt seinem Herzen einzuverleiben“.
10 Philine kokettiert mit Wilhelm. Er hütet sich „vor der zusammenschlagenden Falle einer weiblichen Umarmung“.
11 Ein alter Harfenspieler wird vorgelassen. Wenn er spielt und singt, blicken seine großen blauen Augen sanft.
12 Wilhelm hat alle Mühe, Philine abzuweisen. Wilhelm greift korrigierend in Mignons Schreibübungen ein.
13 Er sucht den Harfner auf und lauscht dessen wehmütigem Gesang und Spiel.
14 Die von Wilhelm abgewiesene Philine macht nun dem Stallmeister des Grafen schöne Augen. Mignon fürchtet, sie könnte Wilhelm verlieren: „wenn du unglücklich bist, was soll aus Mignon werden?“ Mignon schluchzt, weint und tut „einen Schrei, der mit krampfigen Bewegungen des Körpers begleitet“ ist. Wilhelm tröstet sie: „mein Kind! Du bist ja mein! … Ich werde dich behalten, dich nicht verlassen!“ Mignon erwidert: „Mein Vater! du willst mich nicht verlassen! willst mein Vater sein! Ich bin dein Kind!“
Drittes Buch

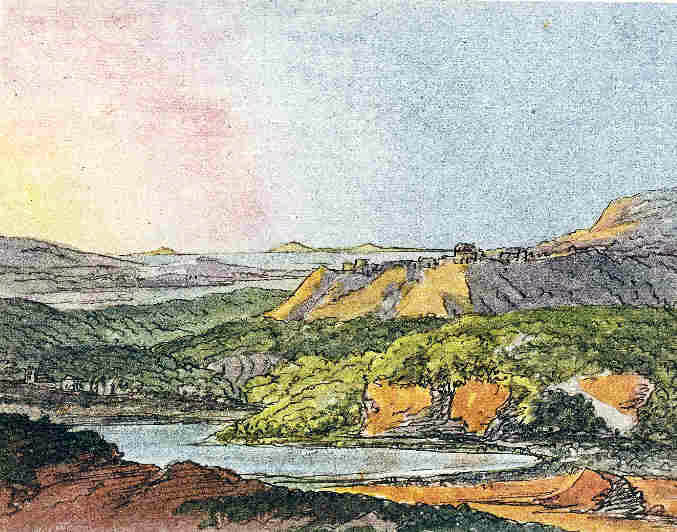
Goethe: Italienische Küstenlandschaft (Federzeichnung)

1 Am Anfang des Kapitels steht Mignons berühmtes Lied „Kennst du das Land, wo die Zitronen blühn“. Mignon sagt zu Wilhelm: „Gehst du nach Italien, so nimm mich mit, es friert mich hier.“ Als er Genaueres über ihre Liebe zu Italien wissen will, schweigt sie sich aus. Die Truppe trifft auf den Grafen, der seiner Gemahlin, der Gräfin gegenüber die Truppe beurteilt: „Wenn es Franzosen wären, könnten wir dem Prinzen eine unerwartete Freude machen und ihm bei uns seine Lieblingsunterhaltung verschaffen.“ Die Schauspieler wollen den gräflichen Herrschaften gefallen. Philine küsst der Gräfin die Hände. Die Geküsste bemerkt: „Sie muß sich nur besser anziehen.“
2 Der Baron, vom Grafen mit der Inspektion der Truppe beauftragt, entdeckt „gar bald die schwache Seite des kleinen Haufens“.
6 Wilhelm belehrt den Baron vergeblich: „Der Liebhaber und Kenner zeigt dem Künstler an, was er wünscht, und überlässt ihm alsdann die Sorge, das Werk hervorzubringen.“ Der Baron stellt klar: „Der Herr Graf verläßt sich darauf, daß das Stück so und nicht anders, wie er es angegeben, aufgeführt werde.“
7 Auch Mignon zeigt mehr Realitätssinn als Wilhelm. Sie weigert sich, ihren hochartistischen Eiertanz vorzuführen, und bittet Wilhelm: „Lieber Vater! bleib auch du von den Brettern!“
8 Jarno, ein – wie es zunächst scheint – hartherziger, kalter Günstling des Prinzen, weist Wilhelm auf Shakespeare hin.
11 Wilhelm ist stark beeindruckt und kann Jarno nicht genug für den Hinweis danken; Jarno jedoch empfiehlt Wilhelm, dem Theater zu entsagen und „in ein tätiges Leben überzugehen“, was Wilhelm kränkt und von Jarno entfremdet.
12 Philine schmeichelt sich bei der Gräfin weiter ein. Da die Gräfin von Langeweile geplagt wird, holt Philine Wilhelm herbei. Dieser muss aus seinem Manuskript vorlesen. Als er sich nach der Lesung von der Gräfin unter vier Augen verabschiedet, liegt diese plötzlich, „ohne zu wissen, wie es geschah in seinen Armen“, und sie tauschen Küsse aus. Mit einem Schrei reißt sie sich von ihm los und ruft: „Fliehen Sie mich, wenn Sie mich lieben!“
Viertes Buch
1 Zum Abschied schenkt der Baron Wilhelm einen Beutel Goldstücke. Wilhelm nimmt das Geschenk widerstrebend an. Der Harfner bittet Wilhelm, „ihn ja sogleich zu entlassen“. Wilhelm will ihn weiter beschützen. Doch der Harfner sagt: „Die Rache, die mich verfolgt, ist nicht des irdischen Richters; ich gehöre einem unerbittlichen Schicksale; ich kann nicht bleiben und ich darf nicht!… Ich bin schuldig… Meine Gegenwart verscheucht das Glück.“ Wilhelm kann den Harfner besänftigen.
2 Die Zukunft der Truppe sieht nicht gerade rosig aus. Wilhelm ermuntert die Schauspieler zum Üben. Nur Philine ist auf Wilhelms Seite.
5 Die Truppe muss das gräfliche Schloss verlassen und weiterziehen. Unterwegs wird sie im Wald von einer Räuberbande überfallen und ausgeplündert. Wilhelm wird durch einen Schuss verletzt.
6 Rettung für Wilhelm naht in Gestalt einer „schönen Amazone“. In deren Gefolge befinden sich ein „alter Herr“, den die schöne junge Frau mit „lieber Oheim“ anredet, und ein „Wundarzt“.
7 Wilhelm, Mignon, der Harfner und Philine bekommen nach überstandenem Überfall in der Notunterkunft den Unmut der Truppe zu spüren.
8 Wilhelm, auf dem Krankenlager, verspricht der Truppe, er werde sie aus dem Elend herausführen.
11 Die Truppe zieht weiter. Philine bleibt bei Wilhelm. Auf dem Wege der Besserung schwelgt Wilhelm in „unendlich süßer Erinnerung“ an die Gräfin und an die schöne Amazone. Von jeder hat er eine Schriftprobe – „ein reizendes Lied von der Hand der Gräfin in seiner Schreibtafel“, und ein „Zettelchen“, worauf „man sich mit viel zärtlicher Sorgfalt nach dem Befinden eines Oheims“ erkundigt. Wilhelm bewundert „die Ähnlichkeit ihrer Handschriften“.
13 Serlo empfängt Wilhelm in der „lebhaften Handelsstadt mit offenen Armen“ und schenkt ihm „unbarmherzig“ reinen Wein ein: Die Truppe um Melina ist für die Theaterarbeit unbrauchbar. Serlo stellt seine Schwester Aurelia Wilhelm vor.
14 Philine rekognosziert das Terrain, um sich „einzunisten“. Bald kann sie Wilhelm mit neuen Klatschgeschichten unterhalten: Aurelie hatte einen „unglücklichen Liebeshandel“ mit einem Baron Lothar. „Es läuft da ein Knabe herum, ungefähr von drei Jahren, schön wie die Sonne“, klatscht Philine weiter. Der Knabe heißt Felix. Philine gesteht Wilhelm erneut, sie sei in ihn verliebt, und bittet, er möchte sich in Aurelie verlieben.
17 Da Wilhelm überwiegend im Auftrag seines Vaters unterwegs ist und dieser Bericht erwartet, beginnt Wilhelm mit Laertes' Hilfe einen erfundenen Bericht zu verfassen.
19 „Bei der innerlichen Kälte seines Gemütes“ liebt Serlo eigentlich niemanden; „bei der Klarheit seines Blicks“ kann er niemanden achten. Trotzdem engagiert Serlo Wilhelm und bringt sogar die Truppe Melina unter. Wilhelm setzt durch, dass Mignon und der Harfner bei ihm bleiben dürfen.
20 Aurelie führt sich wie eine „Halbwahnsinnige“ auf. Mit ihrem Dolch bringt sie Wilhelm eine Schnittwunde an der Hand bei und verbindet ihn sogleich sorgsam. Wilhelms Kommentar: „Beste, wie konnten Sie Ihren Freund verletzen?“
Fünftes Buch
1 Felix trinkt „lieber aus der Flasche als aus dem Glase“. Diese „unschickliche“ Angewohnheit wird dem lebhaften Knaben am Romanende das Leben retten. Werner teilt Wilhelm den Tod seines Vaters brieflich mit.
2 Werner erklärt Wilhelm seinen Plan, Wilhelms Erbe zu übernehmen und dessen Schwester zu heiraten. Da sich Wilhelm in seinen Briefen so vorzüglich dargestellt habe, solle dieser doch mit Werner zusammen Gutsverwalter werden.
3 In Wilhelms Antwortschreiben gesteht er den Betrug. Es stehen aber auch einige Wahrheiten darin: „Ich habe nun einmal gerade zu jener harmonischen Ausbildung meiner Natur, die mir meine Geburt versagt, eine unwiderstehliche Neigung … da ich aber nur ein Bürger bin, so muß ich einen eigenen Weg nehmen … Nun leugne ich Dir nicht, daß mein Trieb täglich unüberwindlicher wird, eine öffentliche Person zu sein, und in einem weitern Kreise zu gefallen und zu wirken.“ Wilhelm schließt sich Serlo als Schauspieler an.
4–10 Wilhelm bearbeitet den Hamlet und reduziert ihn aufs Wesentliche. Die Proben schreiten voran und alle Schauspieler sind mit Enthusiasmus dabei.
11 Das Ensemble hat mit Hamlet in der Inszenierung Wilhelms Erfolg. Dabei wird der „Geist“ von einem Unbekannten gespielt.
12 Im Anschluss an die Aufführung feiert die Truppe. Nachts schleicht sich eine schöne Unbekannte in Wilhelms Bett, mit der er schläft.
13 Das Haus, in dem die Schauspieler logieren, brennt. Mignon ruft Wilhelm zu: „Meister! Rette deinen Felix! Der Alte [d. h. der Harfenspieler] ist rasend! der Alte bringt ihn um!“
14 Die Truppe wird aufgeteilt und umquartiert. Wilhelm hegt insgeheim den „Verdacht, daß der Alte schuld an dem Brande sei“.
15 Der Harfner zeigt „deutliche Spuren des Wahnsinns“. Wilhelm muss ihn „einem Landgeistlichen“ anvertrauen, der „dergleichen Leute“ behandelt. Philine distanziert sich von Wilhelm und dieser glaubt, in einer Besucherin Philinens seine Mariane zu sehen. Tags darauf ist Philine abgereist, ohne dass Wilhelm sich hätte versichern können, dass es sich wirklich um Mariane gehandelt hatte.
16 Wilhelm sucht den Harfner auf. Der Landgeistliche hat einen „Arzt zu Rate“ gezogen. Von dem Arzt bekommt Wilhelm das Manuskript Bekenntnisse einer schönen Seele als Lektüre. Melina – „kalt und heimtückisch“ – und Serlo betreiben die Entfernung Wilhelms und Aureliens von der Bühne. Neue Akteure stoßen zur Truppe, die Stimmung in der Truppe verschlechtert sich.
Aurelie, schon immer krank gewesen, gesteht Wilhelm, dass das Ende ihres Lebens „bald herannaht“, beauftragt ihn, einen Brief ihrem geliebten Lothar zu überbringen, und stirbt, nicht ohne vorher die Bekenntnisse einer schönen Seele gelesen zu haben. Wilhelm reist ab, um Lothar den Brief zu überbringen. Beim Abschied sagt Felix zu ihm: „Höre! bringe mir einen Vater mit“ und Mignon singt:
Heiß mich nicht reden, heiß mich schweigen,
Denn mein Geheimnis ist mir Pflicht;
Ich möchte dir mein ganzes Innre zeigen,
Allein das Schicksal will es nicht.

### Gott
Sechstes Buch. Bekenntnisse einer schönen Seele
Die schöne Seele (siehe auch oben unter „Übersicht“), eine Tante Lotharios, schildert ihr religiöses Leben, insbesondere ihre Hinwendung zu den Herrnhutern. Nebenbei werden Familienverhältnisse bekannt: Baron Lothario hat eine Schwester, die Baronesse Natalie.

### Turm
Siebentes Buch
1 Wilhelm, mit dem Brief der verblichenen Aurelie zu Lothar unterwegs, begegnet dem Abbé. Er hat den Geistlichen schon einmal getroffen – bei der Wasserfahrt als blinder Passagier (spontanes Schauspiel mit Laertes, Philine, Melina und Madame Melina). Der Abbé fragt nach der Theatertruppe. Wilhelm gesteht, es ist ihm „nichts davon übriggeblieben“. Im Schloss Lothars – fortan Lothario genannt – hat Wilhelm nach seiner Unterbringung „sonderbare Traumbilder“. Mariane begegnet ihm. „Jene Amazone“ hat Ähnlichkeit mit einem Bild an der Zimmerwand.
2 Lothario hat zwar den Brief Aureliens in Empfang genommen, ihn plagen aber andere Sorgen. Er duelliert sich wegen einer Liebschaft und wird verwundet.
3 Wilhelm erhält über den alten Bekannten Jarno seinen ersten Auftrag von der Turmgesellschaft. Er soll die aufdringliche Lydie von Lotharios Krankenbett entfernen. Jarno, gut unterrichtet, spottet über Wilhelms „alte Grille“, die Schauspielerei. Wilhelm möchte der schönen Amazone „auf die Spur kommen“.
4 Bevor Wilhelm seinen Auftrag ausführt, trifft er auf jenen Arzt, dem er das „interessante Manuskript“ verdankt und der den Harfner betreut. Wilhelm erfährt vom Wahn des Kranken: Der Harfner meint, ihm stehe der „Tod durch einen unschuldigen Knaben“ bevor. Nach Jarno soll Wilhelms erster Auftrag ihn zu Fräulein Therese, einer „wahren Amazone“, führen. Der hellhörige Wilhelm hofft, „seine Amazone wieder zu finden, diese Gestalt aller Gestalten“.
6 Bei Therese angekommen, muss er feststellen, dass sie seine Amazone nicht ist. Er erfährt von dem verständigen Fräulein, dass sie „mit Lotharios trefflicher Schwester einen Bund gemacht“. Therese meint Natalie. Wilhelm missversteht: Er glaubt, Therese spreche von der Gräfin, die er einmal geküsst hat. Lydie fragt nach dem geheimnisvollen großen Turm: „Wozu diese verschlossenen Zimmer? diese wunderlichen Gänge?“ Auch Wilhelm fällt der Turm auf.
7 Lothario und Therese, die „sich heftig liebten“, wollten heiraten, doch es gibt Hindernisse. Wilhelm will Lothario tadeln, weil er Aurelie verließ. Der Versuch misslingt. Wilhelm erfährt von Lothario, „Aurelie hatte keinen Sohn, am wenigsten“ von ihm. Jarno, der zugegen ist, empfiehlt Wilhelm: „Überhaupt dächte ich, Sie entsagten kurz und gut dem Theater, zu dem Sie doch einmal kein Talent haben.“ Über Jarno erhält Wilhelm den nächsten Auftrag vom Turm: Er soll die Kinder holen.
8 Wilhelm findet Mignon und Felix nicht in der Obhut Frau Melinas, sondern er begegnet der alten Barbara. Von Barbara muss Wilhelm die Wahrheit erfahren: Als er glaubte, Mariane sei ihm untreu, habe sie seinerzeit in Wirklichkeit Norberg den Laufpass gegeben. Felix sei Marianens und Wilhelms Sohn. Mariane starb nach dessen Geburt. Werner hatte zuvor alle Briefe Marianens an Wilhelm „zurückgewiesen“. Barbaras Intrige: Sie hatte Aurelie vorgespiegelt, Felix sei ein Sohn ihres Geliebten Lothario. Aurelie nahm darauf Felix – aus Liebe zu Lothario – in ihren fürsorglichen Schutz. Mignon will zum Harfner. Wilhelm redet ihr das aus. Wilhelm betrachtet sich und Felix vor dem Spiegel, sucht „dort Ähnlichkeiten zwischen sich und dem Kinde“. Er nimmt die beiden Kinder mit zum Turm.
9 Vom Abbé erhält Wilhelm seinen Lehrbrief und darf eine Frage stellen. Wilhelm fragt, ob Felix wirklich sein Sohn sei. Die Anfrage wird von dem allwissenden Abbé bejaht. Der Geistliche setzt hinzu: „Deine Lehrjahre sind vorüber.“
Achtes Buch
1 Werner, ein „arbeitsamer Hypochondrist“ geworden, kommt in geschäftlichen Angelegenheiten zum Turm. Man tauscht sich aus. Wilhelm hat andere Sorgen. Er braucht eine Mutter für Felix und hält schriftlich um die Hand des braven Fräulein Therese an.
2 Mignon geht es nicht gut. Sie ist bei Natalie zur Pflege. Lothario bittet Wilhelm, zusammen mit Felix, seine Schwester und Mignon aufzusuchen und der Schwester auch auszurichten, Marchese Cipriani, ein Freund der Familie, komme bald. Lothario überreicht Wilhelm ein „Billett“ Nataliens. Wilhelm meint, die Handschrift zu erkennen und sieht der Begegnung mit Bangen entgegen: „Um Gottes willen! … das ist nicht die Hand der Gräfin, es ist die Hand der Amazone!“ Tatsächlich begegnet Wilhelm seiner Amazone, der Baronesse Natalie. Sie hat Mignons Herzleiden, das das Mädchen „nach und nach aufzehrt“, genau beobachtet und gibt ein Lied Mignons wieder:
So laßt mich scheinen, bis ich werde,
Zieht mir das weiße Kleid nicht aus!
Ich eile von der schönen Erde
Hinab in jenes feste Haus…
3 Natalie bedeutet Wilhelm, er könne von ihrer Familie „nicht besser unterrichtet sein als durch den Aufsatz“ ihrer Tante, der schönen Seele. Die Gräfin, eröffnet Natalie Wilhelm weiter, sei ihre Schwester und der „lustige, leichtfertige Friedrich“ ihr Bruder. Mignons Arzt kommt und erzählt Wilhelm, Mignons Krankheit rühre von ihrer Italiensehnsucht und ihrer Sehnsucht nach Wilhelm. Mignon sei „in sehr früher Jugend durch eine Gesellschaft von Seiltänzern ihren Eltern entführt worden“. Der Arzt habe sich dies aus Mignons Liedern zusammengereimt. Dann erwähnt er noch Mignons Fiasko nach der Hamlet-Aufführung, als sie sich zu Wilhelm ins Bett schleichen wollte und eine Nebenbuhlerin ihr zuvorkam.
4 Therese antwortet auf Wilhelms Werbung: „Ich bin die Ihre“. Kaum ist das heraus, kommt „Überraschung gegen Überraschung“. Das Ehehindernis zwischen Lothario und Therese ist fort, denn „Therese ist nicht die Tochter ihrer Mutter“. Lothario bereitet die Ehe mit dem „edlen Mädchen“ vor. Natalie gesteht mit ihrer „ruhigen, sanften, unbeschreiblichen Hoheit“ Wilhelm lächelnd, sie habe noch nie geliebt.
5 Therese reist – in Unkenntnis von Lotharios Hochzeitsvorbereitungen – bei Natalie und Wilhelm an. Mignons Herz pocht „gewaltsam“ angesichts der glücklichen Braut. Als sich das Brautpaar „unter den lebhaftesten Küssen“ umarmt, fällt Mignon „mit einem Schrei zu Nataliens Füßen für tot nieder“.
6 Wilhelm wurde vom Turm stets observiert: Friedrich teilt dem erstaunten Wilhelm mit, Philine bekomme von ihm, Friedrich, ein Kind. Zuerst sei sich Friedrich unsicher gewesen, denn Philine war es ja, die nach der Hamlet-Aufführung mit Wilhelm geschlafen habe, aber die Zeit treffe zu.
7 Jarno will Lydie heiraten.
8 Mignon wird beerdigt.
9 Der Marchese Cipriani kommt aus Italien. Er ist der Bruder des Harfners und Mignons Onkel. Der Harfner, Augustin ist sein Name, liebte in jungen Jahren das Mädchen Sperata. Als Sperata ein Kind von ihm erwartete, stellte sich heraus: Sperata und der Harfner sind natürliche Geschwister, es handelte sich also um Inzest. Man trennte das Paar und nahm Sperata ihr Kind – Mignon – weg. Mignon lebte bis zu ihrer Entführung bei „guten Leuten“ am Lago Maggiore. Der Harfner, in einem Kloster festgehalten, „behauptete, daß bei seinem Erwachen ein schöner Knabe unten an seinem Bette stehe und ihm mit einem blanken Messer drohe“. Er konnte nach Deutschland entfliehen. Speratas „Geist machte sich nach und nach von den Banden des Körpers los“ und sie starb. Nach ihrem Tode wurde sie vom Volk als Heilige verehrt.
10 Therese reitet öfter mit Lothario allein aus. Der Harfner Augustin erscheint wieder, doch leider zeigt er die alte Furcht vor Felix. Am Ende überrascht der Harfner die Gesellschaft mit dem Ausruf: „Felix ist vergiftet!“ Zum Glück hat Felix – nach seiner Gewohnheit – aus der Flasche getrunken und das Gift im Glas stehen lassen. Der Harfner begeht einen Selbstmordversuch, wird gerettet, bringt sich jedoch beim zweiten Versuch um. Als sich die Gräfin verabschiedet, legt sie Wilhelms Hände in Natalies. Lothario spricht sich im gleichen Sinne Wilhelm gegenüber für eine Doppelhochzeit aus. Geld von Werner trifft für Wilhelm ein. Auch Friedrich ist (mit dem Turm) der Meinung, Wilhelm solle Natalie ehelichen und darauf mit Felix der Einladung des Marchese Cipriani nach Italien folgen. Wilhelm hat nichts dagegen einzuwenden.

## Zitate

### Aus dem Werk
- (1,10) Wilhelm: „Zu vollenden ist nicht die Sache des Schülers, es ist genug, wenn er sich übt“
- (2,2) „Gewöhnlich wehrt sich der Mensch so lange als er kann, den Toren, den er im Busen hegt, zu verabscheuen, einen Hauptirrtum zu bekennen, und eine Wahrheit einzugestehen, die ihn zur Verzweiflung bringt.“
- (2,2) „Wir merken erst, wie traurig und unangenehm ein trüber Tag ist, wenn ein einziger durchdringender Sonnenblick uns den aufmunternden Glanz einer heiteren Stunde darstellt.“
- (2,2) Wilhelm: „Freilich regt sich in jedem Menschen ein gewisses unbestimmtes Verlangen, dasjenige was er sieht, nachzuahmen; aber dieses Verlangen beweist gar nicht, dass auch in uns die Kraft wohne, mit dem, was wir unternehmen, zu Stande zu kommen.“
- (2,2) Wilhelm: „Ja, wer hat, wenn du willst, Götter gebildet, uns zu ihnen erhoben, sie zu uns herniedergebracht, als der Dichter?“
- (2,3) „Der rohe Mensch ist zufrieden, wenn er nur etwas vorgehen sieht; der gebildete will empfinden, und Nachdenken ist nur dem ganz ausgebildeten angenehm.“
- (2,4) Laertes: „Man lässt alles in der Welt gehn, bis es schädlich wird, dann zürnt man und schlägt drein.“
- (2,4) Philine: „Es ist nichts unerträglicher, als sich das Vergnügen vorrechnen zu lassen, das man genießt.“
- (2,4) Wilhelm: „Der Mensch ist dem Menschen das Interessanteste, und sollte ihn vielleicht ganz interessieren.“
- (2,9) Wilhelm: „Jeder Mensch ist beschränkt genug, den andern zu seinem Ebenbild erziehen zu wollen.“
- (3,9) „Der Mensch kommt manchmal, indem er sich einer Entwicklung seiner Kräfte, Fähigkeiten und Begriffe nähert, in eine Verlegenheit, aus der ihm ein guter Freund leicht helfen könnte. Er gleicht einem Wanderer, der nicht weit von der Herberge ins Wasser fällt; griffe jemand sogleich zu, risse ihn an Land, so wäre es um einmal nass werden getan, anstatt dass er sich auch wohl selbst, aber am jenseitigen Ufer, heraus hilft, und einen beschwerlichen weiten Umweg nach seinem bestimmten Ziele zu machen hat.“
- (4,2) Wilhelm: „Es ist mit den Talenten wie mit der Tugend: man muss sie um ihrer selbst willen liebem, oder sie ganz aufgeben. Und doch werden sie beide nicht anders erkannt und belohnt, als wenn man sie, gleich einem gefährlichen Geheimnis, im Verborgenen üben kann.“
- (4,8) Wilhelm: „Kein Unglück berechtigt uns, einen Unschuldigen mit Vorwürfen zu beladen“
- (4,12) „Die Eigenliebe lässt uns sowohl unsere Tugenden als unsere Fehler viel bedeutender, als sie sind, erscheinen.“
- (4,20) „Nichts als Zeitverderb ist die Liebe!“
- (5,1) Serlo: „Man sollte alle Tage wenigstens ein kleines Lied hören, ein gutes Gedicht lesen, ein treffliches Gemälde sehen und, wenn es möglich zu machen wäre, einige vernünftige Worte sprechen.“
- (5,7) Serlo und Wilhelm: „Im Roman sollen vorzüglich Gesinnungen und Begebenheiten vorgestellt werden; im Drama Charaktere und Taten. Der Roman muß langsam gehen, und die Gesinnungen der Hauptfigur müssen, auf welche Weise es wolle, das Vordringen des Ganzen zur Entwicklung aufhalten. Das Drama soll eilen, und der Charakter der Hauptfigur muß sich nach dem Ende drängen.“
- (7,1) Der Abbé: „Das Sicherste bleibt immer, nur das Nächste zu tun, was vor uns liegt.“
- (7,3) Jarno: „Alle Fehler des Menschen verzeih ich dem Schauspieler, keine Fehler des Schauspielers verzeih ich dem Menschen.“
- (8,3) Wilhelm: „Ist doch wahre Kunst wie gute Gesellschaft: sie nötigt uns auf die angenehmste Weise, das Maß zu erkennen, nach dem und zu dem unser Innerstes gebildet ist.“
- (8,4) Therese zitiert Natalie: „Wenn wir die Menschen nur nehmen, wie sie sind, so machen wir sie schlechter; wenn wir sie behandeln, als wären sie, was sie sein sollten, so bringen wir sie dahin, wohin sie zu bringen sind.“
- (8,5) Wilhelm über die Turmgesellschaft: „Soviel ich diese heiligen Männer kenne, scheint es jederzeit ihre löbliche Absicht, das Verbundene zu trennen und das Getrennte zu verbinden.“
- (8,9) Der Harfner: „Wenn die Natur verabscheut, so spricht sie es laut aus; das Geschöpf, das nicht sein soll, kann nicht werden, das Geschöpf, das falsch lebt, wird früh zerstört.“
- (8,9) Der Harfner: „Wer gelitten hat wie ich, hat das Recht, frei zu sein.“

### Goethe über sein Werk
„Durch Aufmunterung der Herzogin Mutter habe ich, in diesen letzten Tagen, Wilhelm Meister wieder vorgenommen, vielleicht ruckt in diesem neuen Jahre auch dieses alte Werck seiner Vollendung näher.“

„Die Fragen wegen Wilhelm Meisters möchte ich am liebsten einmal mündlich beantworten. Bey solchen Werken mag der Künstler sich vornehmen was er will, so giebt es immer eine Art von Confession und zwar auf eine Weise, von der er sich kaum selbst Rechenschaft zu geben versteht. Die Form behält immer etwas Unreines und man kann Gott danken, wenn man im Stand war so viel Gehalt hinein zu legen, daß fühlende und denkende Menschen sich beschäftigen mögen, ihn wieder daraus zu entwickeln.“

„… kamen wir auch auf Wilhelm Meisters Lehrjahre zu sprechen, wobei ich mir zu bemerken erlaubte, daß ich bei der seligsten Wonne, in die mich dieser Roman, so oft ich ihn las, stets versetzte, dennoch nicht ins Reine damit gekommen sei, ob die Capitel darin dem Romane ihr Dasein verdanken, oder ob der Roman aus dessen Fragmenten entstand. Goethe schmunzelte und stellte die Frage an mich, wie ich auf die Idee gekommen? Ich rechtfertigte sie durch die lockere Haltung der Capitel untereinander, vorzüglich wies ich auf das sechste Buch hin mit der Ueberschrift Bekenntnisse einer schönen Seele, das mit dem übrigen in gar keiner Verbindung zu stehen scheint, worauf Goethe mir entgegnete: ‚Da ich Sie mit Ihrer Idee am rechten Wege finde, will ich Sie vollends zum Ziele führen. Ich hatte die Capitel oder Fragmente, wie Sie es nennen, allerdings einzeln geschrieben und sie auch einzeln nach und nach durch Zeitschriften veröffentlicht.‘“

## Rezeption

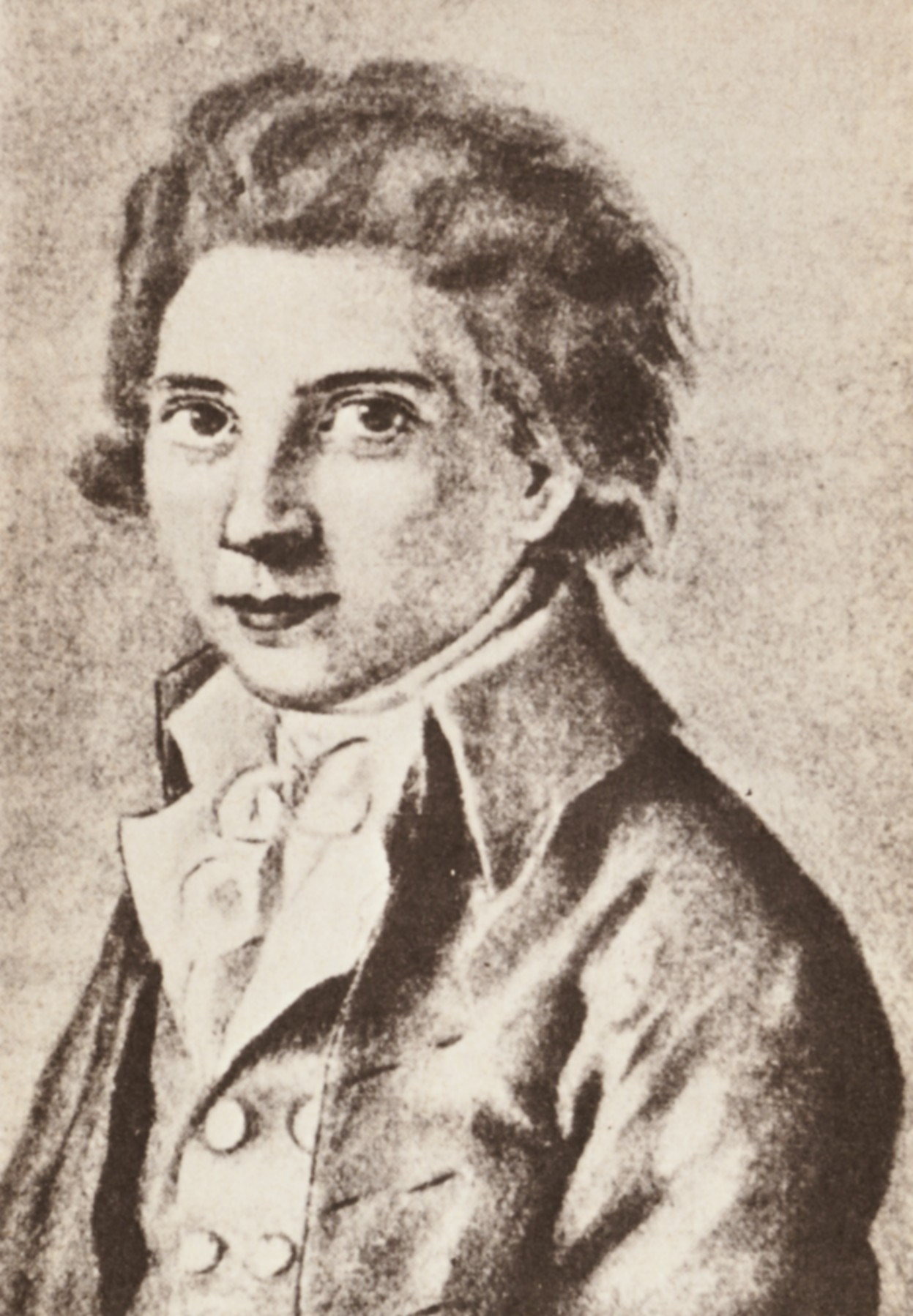
Friedrich von Schlegel (1772–1829)

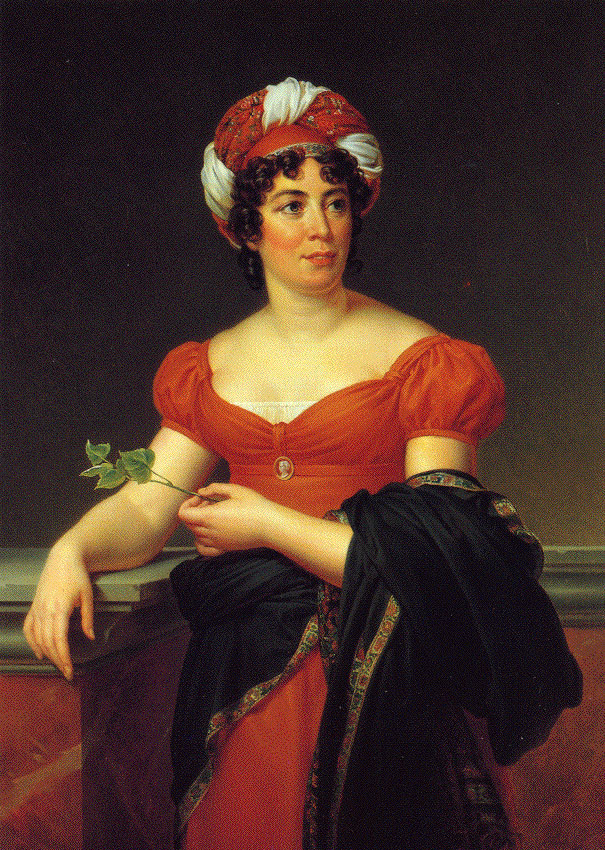
Germaine de Staël (1766–1817)

### Bewertungen und Analysen
- Friedrich Schlegel schreibt Über Goethes Meister im Jahre 1798: „Wir sehen auch, daß diese Lehrjahre eher jeden andern zum tüchtigen Künstler oder zum tüchtigen Mann bilden wollen und bilden können, als Wilhelmen selbst. Nicht dieser oder jener Mensch sollte erzogen, sondern die Natur, die Bildung selbst sollte in mannichfachen Beispielen dargestellt, und in einfache Grundsätze zusammengedrängt werden.“
- Nach Germaine de Staël hat Goethe seine Lehrjahre mit „geistreichen Erörterungen“ überfrachtet.
- Novalis bezeichnete im Februar 1800 die Lehrjahre als „ein fatales und albernes Buch. Die Freude, daß es nun aus ist, empfindet man am Schlusse im vollen Maße. Das ganze ist ein nobilitierter Roman. Wilhelm Meisters Lehrjahre, oder die Wallfahrt nach dem Adelsdiplom.“ Der Geist des Buches sei „künstlerischer Atheismus“, da es „das Wunderbare“ darin als bloße „Poesie und Schwärmerei“ abtue. Novalis hat seine privaten Aufzeichnungen zu Wilhelm Meister allerdings nie veröffentlicht. Er ließ seinen Freund Friedrich Schlegel den Roman überschwänglich loben, dachte sich selbst insgeheim seinen Teil und schrieb seinen Gegenentwurf, den Roman Heinrich von Ofterdingen.
- Adam Müller stellt in seinen Vorlesungen über die deutsche Wissenschaft und Literatur 1806/1807 Goethe auf eine Stufe mit Cervantes, wenn er hervorhebt, dass es „in der ganzen Geschichte der Literatur nur im Don Quixote einen einzigen weltumfassenden Pendant“ gibt.
- Der große Goethe-Verehrer Nietzsche notiert anno 1884 (Nachgelassene Fragmente): „Wilhelm Meister: die schönsten Dinge von der Welt abwechselnd mit den lächerlichsten Kindereien.“
- Friedenthal geht darauf ein, weshalb sich Goethe auch im wirklichen Leben in zwei Logen aufnehmen ließ.
- Gerhard Schulz macht in seiner ausgewogenen Würdigung die Verbindungen zwischen der Theatralischen Sendung, den Lehrjahren und den Wanderjahren sichtbar.
- Boyle beleuchtet die Lenker-Rollen kritisch, die Jarno und andere Herren vom Turm in Wilhelms Vita spielen.
- Nach Wilpert gehen die Bekenntnisse einer schönen Seele (6. Buch) auf Susanna Catharina Klettenberg (1723–1774) zurück, eine Freundin von Goethes Mutter.
- Conrady thematisiert das Missverhältnis Feudaladel – Bürgertum und seine Behandlung durch Goethe.
- Hannelore Schlaffer nennt Arbeiten von
  - Hans-Egon Hass: Wilhelm Meisters Lehrjahre. Düsseldorf 1965.
  - Georg Lukács: Wilhelm Meisters Lehrjahre. Reinbek 1967,
  - Rolf-Peter Janz: Zum sozialen Gehalt der »Lehrjahre«. Berlin 1975.

### Literarische Rezeption
- In E.T.A. Hoffmanns Märchen Der Zusammenhang der Dinge (4. Band der Serapionsbrüder) verliebt sich die Figur Ludwig in die spanische Tänzerin Emanuela, die er jedoch während der gesamten Erzählung „Mignon“ nennt.
- Neben Hoffmans Emanuela wurden in der Romantik noch weitere Figuren mit Ähnlichkeiten in Aussehen, Charakter und Herkunft zu Mignon geschaffen, die daher in der Forschung auch als „Mignons Schwestern“ bezeichnet werden: Clemens Brentanos Zinga aus Aloys und Imelde, Achim von Arnims Susanne aus Die Kronenwächter, Joseph von Eichendorffs Erwine aus Ahnung und Gegenwart und Kordelchen aus Dichter und ihre Gesellen.[2]
- Novelle von Gerhart Hauptmann: Mignon (Berlin Suhrkamp 1947).

## Adaptionen

### Verfilmungen
- Amerikanischer Stummfilm „Mignon“ (1915) von  William Nigh nach der Oper „Mignon“ von Ambroise Thomas mit Beatriz Michelena als Mignon.
- Deutscher Stummfilm „Mignon“ (1922) von Preben J. Rist mit Ida Andorffy als Mignon.
- Falsche Bewegung – freie Adaption des Romans, BR Deutschland 1974/1975, Spielfilm, 103 Min. Regie: Wim Wenders, Drehbuch: Peter Handke, Kamera: Robby Müller, Musik: Jürgen Knieper. Produktion: WDR, Solaris, München, Erstsendung: 25. Juni 1976. Darsteller: Rüdiger Vogler als Wilhelm Meister, Hans-Christian Blech als Laertes, Hanna Schygulla als Therese Farner, Nastassja Kinski als Mignon.[3]
- Michael Mrakitsch verfilmte den Roman 1978 für das Fernsehen (mit Christine Buchegger, Gertraud Jesserer, Johanna Mertinz und Hanns Zischler).[4]

### Vertonungen
- In frühen Ausgaben des Romans erschienen die Lieder als Notenbeilage in Vertonung von Johann Friedrich Reichardt.
- Franz Schubert vertonte im Jahr 1816 Teile aus dem zweiten Buch (Wer sich der Einsamkeit ergibt – Wer nie sein Brot mit Tränen aß – An die Türen will ich schleichen) in Gesänge des Harfners (D 478–480).[5]
- Von Mignons Lied Kennst du das Land … (Beginn des dritten Buches) gibt es zahlreiche Vertonungen, u. a. von Franz Schubert, Robert Schumann und Hugo Wolf.
- Die 1866 uraufgeführte Oper Mignon von Ambroise Thomas ist eine freie Adaption von Wilhelm Meisters Lehrjahre.
- 1869 komponierte Pjotr Iljitsch Tschaikowski Sechs Romanzen op. 6, wobei das letzte Lied eine Vertonung von Nur wer die Sehnsucht kennt, basierend auf Lew Alexandrowitsch Meis Übersetzung ins Russische, ist. Goethes Original hatte bereits Franz Schubert 1826 vertont (Lied der Mignon, op. 62, No.4).

### Hörbücher
Wilhelm Meisters Lehrjahre, ungekürzt vorgelesen von Hans Jochim Schmidt, Vorleser Schmidt Hörbuchverlag, ISBN 978-3-941324-66-4